# Land of Confusion
Land of Confusion är en låt av det brittiska rockbandet Genesis. Den fanns ursprungligen med på albumet Invisible Touch från 1986 och släpptes även som singel. Låten handlar om politiska problem under kalla krigets 1980-tal. Ett antal band har gjort covers av den, till exempel Disturbed, In Flames och Alcazar. 